# Mežica
Mežica (em alemão:  Mießdorf) é um município da Eslovênia. A sede do município fica na localidade de mesmo nome.